# Húsafjall
Húsafjall è una montagna alta 695 metri sul mare situata sull'isola di Eysturoy, nell'arcipelago delle Isole Fær Øer, in Danimarca.